# Eleccions al Consell Insular de Mallorca de 2011
Les eleccions al Consell Insular de Mallorca de 2011 foren unes eleccions celebrades el 22 de maig de 2011 conjuntament amb les eleccions municipals espanyoles de 2011 i les eleccions al Parlament de les Illes Balears de 2011 per tal d'elegir als consellers del Consell Insular de Mallorca. Tenen dret de vot tots els ciutadans majors de 18 anys empadronats a Mallorca.

## Candidatures
Totes les candidatures van ser presentades a la Junta Electoral escaient i aprovades. A més, van ser publicades al Butlletí Oficial de les Illes Balears (BOIB).
| Candidatura | Candidatura                                             | Cap de llista                  |
| ----------- | ------------------------------------------------------- | ------------------------------ |
|             | Partit Popular (PP)                                     | María Salom Coll               |
|             | PSM-IV-ExM                                              | Joan Font Massot               |
|             | Partit Socialista de les Illes Balears (PSIB-PSOE)      | Francina Armengol              |
|             | Treballadors per la Democràcia (TD)                     | Antonio Juan Julve             |
|             | Família i Vida (PFiV)                                   | María Luisa Santamaría Pérez   |
|             | Unió, Progrés i Democràcia (UPyD)                       | Francisco Alegret Crespí       |
|             | Partit Antitaurí Contra el Maltractament Animal (PACMA) | Carmen Rojas Matas             |
|             | Esquerra Unida de les Illes Balears (EUIB)              | Albert Aguilera Hermida        |
|             | Agrupación Social Independiente (ASI)                   | Juan Gutiérrez Muñoz           |
|             | Ciutadans - Partit de la Ciutadania (Cs)                | Heriberto Pérez Muela          |
|             | Convergència per les Illes (CxI)                        | Antoni Armengual Perelló       |
|             | Ciutadans en Blanc (CenB)                               | Aquiles Balle Blanes           |
|             | Lliga Regionalista de les Illes Balears (LLIGA-IB)      | Jaume Font Barceló             |
|             | Dissidents                                              | Bernat Mas López               |
|             | Esquerra Republicana (ER)                               | Cathy Sweeney Kelly            |
|             | Partit Illenc de ses Illes Balears (PIIB)               | José María Delgado García      |
|             | Ciutadans de Centre Democràtic (CCD)                    | María Josefa Rodríguez Vázquez |
|             | Projecte Liberal Espanyol (P.LI.E)                      | Miguel Ángel Crespí Orell      |
|             | Partit Radical Balear (PRB)                             | Antonio García Noguera         |

## Enquestes d'opinió
| Enquesta                                     | PP  | PSIB-PSOE | PSM-IV-ExM | CxI | EAiV | LLIGA-IB | UPyD |
| -------------------------------------------- | --- | --------- | ---------- | --- | ---- | -------- | ---- |
| Ultima Hora(9/2010)                          | 45% | 35%       | 9%         | 5%  | 1%   |          | 3%   |
| Projecció d'escons                           | 17  | 13        | 3          | 1   | 0    |          | 0    |
| Ultima Hora(12/2010)                         | 46% | 34%       | 8%         | 7%  | 2%   |          | 2%   |
| Projecció d'escons                           | 17  | 12        | 2          | 2   | 0    |          | 0    |
| Ultima Hora(2/2011)                          | 48% | 33%       | 8%         | 5%  | 2%   |          | 1%   |
| Projecció d'escons                           | 18  | 12        | 2          | 1   | 0    |          | 0    |
| Ultima Hora(3/2011)                          | 47% | 32%       | 8%         | 5%  | 3%   | 3%       | 2%   |
| Projecció d'escons                           | 17  | 12        | 3          | 1   | 0    | 0        | 0    |
| Diario de Mallorca(4/2011)Projecció d'escons | 18  | 12        | 3          | 0   | 0    | 0        | 0    |

## Resultats
| Partit       | Partit                                                            | Vots    | %     | Escons | +/–    |  |
| ------------ | ----------------------------------------------------------------- | ------- | ----- | ------ | ------ |  |
|              | Partit Popular                                                    | 154.964 | 46,08 | 19     | 3      |  |
|              | Partit Socialista Obrer Espanyol                                  | 79.235  | 23,56 | 10     | 1      |  |
|              | Partit Socialista de Mallorca-IniciativaVerds-Entesa per Mallorca | 35.554  | 10,57 | 4      | 1      |  |
|              |                                                                   |         |       |        |        |  |
|              | Lliga Regionalista de les Illes Balears                           | 13.280  | 3,95  | 0      | Nou    |  |
|              | Convergència per les Illes                                        | 12.015  | 3,57  | 0      | 3      |  |
|              | Esquerra Unida de les Illes Balears                               | 9.864   | 2,93  | 0      | [ 10 ] |  |
|              | Unió, Progrés i Democràcia                                        | 7.380   | 2,19  | 0      | Nou    |  |
|              | Esquerra Republicana de Catalunya                                 | 5.317   | 1,58  | 0      | [ 10 ] |  |
|              | Ciutadans en Blanc                                                | 2.314   | 0,69  | 0      | =      |  |
|              | Partit Antitaurí Contra el Maltractament Animal                   | 1.298   | 0,39  | 0      | Nou    |  |
|              | Agrupación Social Independiente                                   | 1.067   | 0,32  | 0      | =      |  |
|              | Ciutadans - Partit de la Ciutadania                               | 845     | 0,25  | 0      | Nou    |  |
|              | Ciutadans de Centre Democràtic                                    | 625     | 0,19  | 0      | Nou    |  |
|              | Dissidents                                                        | 595     | 0,18  | 0      | Nou    |  |
|              | Treballadors per la Democràcia                                    | 575     | 0,17  | 0      | =      |  |
|              | Projecte Liberal Espanyol                                         | 565     | 0,17  | 0      | Nou    |  |
|              | Família i Vida                                                    | 519     | 0,15  | 0      | Nou    |  |
|              | Partit Illenc de ses Illes Balears                                | 296     | 0,09  | 0      | =      |  |
|              | Partit Balear Radical                                             | 230     | 0,07  | 0      | Nou    |  |
| Total        | Total                                                             | 326.538 | n/a   | 33     | =      |  |
|              |                                                                   |         |       |        |        |  |
| Vots vàlids  | Vots vàlids                                                       | 336.300 | n/a   |        |        |  |
| Vots nuls    | Vots nuls                                                         | 5.470   | n/a   |        |        |  |
| Participació | Participació                                                      | 341.770 | n/a   |        |        |  |
| Cens         | Cens                                                              | 550.509 |       |        |        |  |
| Font:        |                                                                   |         |       |        |        |  |